# Шплинт
Шплинтът (от немски: Splint, популярно в български и като шплент) е метален крепежен елемент с два свободни края, които се огъват при монтажа (фиг. B). Изработен е от отрязък тел с полукръгло сечение, сгънат на две с образуване на ухо в мястото на сгъването (фиг. A). Допрени, двата края преди монтаж имат формата на кръг (фиг. D). Шплинтове се изработват с различни размери и форма.

## Конструкция
Новият шплинт (фиг. А) има плоски вътрешни повърхности, които се допират по цялата си дължина и видимо представляват един цилиндър, чийто вид е показан на фиг. D. След като е монтиран в отвора, двата края се огъват настрани, като по този начин фиксират шплинта на място (фиг. В). Когато бъде демонтиран, се препоръчва той да бъде заменен с нов, поради умора на материала.
Шплинтовете се изработват от мек материал, основно нисковъглеродни стомани Допуска се изработването им от корозионноустойчиви сплави или цветни метали и техните сплави.

## Означение
Условният диаметър на шплинта според стандарта е диаметърът, през който преминава шплинтът. Дължината L се определя като разстоянието от по-късия край на шплинта до точката, в която ухото на шплинта контактува с отвора за монтиране.
Означението на шплинт с диаметър D = 3,2 mm и дължина L = 18 mm е: Шплинт 3,2×18.